# Byeongyeong-myeon
Byeongyeong-myeon (koreanska: 병영면) är en socken i den södra delen av Sydkorea, 320 km söder om huvudstaden Seoul. Den ligger i kommunen Gangjin-gun i provinsen Södra Jeolla.